# Mariscal Cáceres (provincie)
Mariscal Cáceres is een provincie in de regio San Martín in Peru. De provincie heeft een oppervlakte van 14.499 km² en telt 50.608 inwoners (2015). De hoofdplaats van de provincie is het district Juanjuí.

## Bestuurlijke indeling
De provincie Mariscal Cáceres is verdeeld in vijf districten, UBIGEO tussen haakjes:
- (220602) Campanilla
- (220603) Huicungo
- (220601) Juanjuí, hoofdplaats van de provincie
- (220604) Pachiza
- (220605) Pajarillo

Bellavista · El Dorado · Huallaga · Lamas · Mariscal Cáceres · Moyobamba · Picota · Rioja · San Martín · Tocache